# C/2011 N2 (Макнота)
C/2011 N2 (Макнота) — одна з довгоперіодичних комет. Комету відкрив 4 липня 2011 року Роберт Макнот, коли мала зоряну величину 17,9m.